# Водишко
Водишко (словен. Vodiško) — поселення в общині Лашко, Савинський регіон, Словенія. Висота над рівнем моря: 378 м. 